# George Ersson
George Ersson (* 8. Juni 2001) ist ein schwedischer Skilangläufer.

## Werdegang
Ersson, der für den Falun Borlänge SK startet, trat international erstmals beim Europäischen Olympischen Winter-Jugendfestival 2019 in Sarajevo in Erscheinung. Dort belegte er den 43. Platz über 10 km klassisch, den 32. Rang über 7,5 km Freistil und den 11. Platz im Sprint. Bei den Junioren-Skiweltmeisterschaften 2020 in Oberwiesenthal lief er auf den 56. Platz im 30-km-Massenstartrennen und auf den 52. Rang über 10 km klassisch und bei den Junioren-Skiweltmeisterschaften 2021 in Vuokatti auf den 43. Platz über 10 km Freistil, auf den siebten Rang mit der Staffel und auf den vierten Platz im Sprint. Nach Platz 11 beim FIS-Rennen in Gällivare zu Beginn der Saison 2021/22, startete er in Lillehammer erstmals im Skilanglauf-Weltcup  und holte dabei mit dem 29. Platz im Sprint seine ersten Weltcuppunkte. Bei den U23-Weltmeisterschaften 2022 in Lygna wurde er Neunter im Sprint.